# Dactylella mammillata
Dactylella mammillata är en svampart som beskrevs av S.M. Dixon 1952. Dactylella mammillata ingår i släktet Dactylella och familjen vaxskålar.   Inga underarter finns listade i Catalogue of Life.